# Saint-Hilaire-les-Monges
 Saint-Hilaire-les-Monges  là một xã ở tỉnh Puy-de-Dôme trong vùng Auvergne-Rhône-Alpes, Pháp. Xã này có diện tích 10,7 kilômét vuông, dân số năm 2006 là 110 người. Khu vực này có độ cao 750 mét trên mực nước biển.